# Shane Dawson
Shane Lee Yaw (bedre kendt som  Shane Dawson; født 19. juli 1988) er en amerikansk YouTube-stjerne, sanger, sangskriver, skuespiller, komiker og filmdirektør. Han er bedst kendt for sin YouTube-kanal "shane", hvor han uploader videoer, hvor han laver komiske videoer, og snakker med forskellige andre Youtubere om deres baggrund og hemmeligheder. Han er også kendt for sine videoer om konspirationsteorier.
I 2018 begyndte han at lave “serier” med folk. Han lavede med Jake Paul, Jefree Star og Tana Mongeau. I 2018 var han en af de mest sete youtubere.